# Palacio municipal de Camden
El Palacio municipal de Camden, conocido como Ayuntamiento de St Pancras hasta 1965, es la sede del Ayuntamiento de Camden London. La entrada principal se encuentra en la calle Judd y su alzado norte se extiende a lo largo de Euston Road, frente al frente principal de la estación de Saint Pancras. Es un monumento clasificado de Grado II desde 1996.

## Historia
A principios del siglo XX, el consejo municipal tenía su sede en las oficinas de la sacristía del siglo XIX en St Pancras Way, que habían sido encargadas para la parroquia de St Pancras. Después de que los líderes cívicos descubrieron que las oficinas de la junta parroquial eran inadecuadas para sus necesidades, optaron por construir una instalación especialmente diseñada: el sitio seleccionado en Euston Road había estado ocupado anteriormente por algunas viviendas adosadas georgianas.
El nuevo edificio fue diseñado por Albert Thomas, quien también diseñó esquemas de vivienda para el Ayuntamiento de St Pancras, en estilo neoclásico. La construcción que llevó a cabo Dove Brothers de Islington involucró un marco de acero revestido con piedra de Portland y el trabajo comenzó en 1934. El diseño involucró una fachada principal simétrica con 13 bahías que daban a Judd Street; la sección central de tres bahías presentaba tres puertas en la planta baja; había tres ventanas en cada uno de los pisos primero y segundo flanqueadas por enormes columnas de orden corintio que sostenían un frontón. Sobre la ventana central del primer piso se erigió una talla del escudo de armas del municipio. El diseño de la fachada de Euston Road involucró 23 bahías con dos secciones diseñadas en un estilo similar a la elevación de Judd Street, es decir, con ventanas flanqueadas por enormes columnas de orden corintio que soportan frontones. Internamente, las salas principales eran un salón de actos en la planta baja al este del edificio y la cámara del consejo y la sala del alcalde en el primer piso al oeste del edificio. El edificio fue inaugurado oficialmente en octubre de 1937.
El 30 de enero de 1959 se celebró un "Carnaval del Caribe", precursor del Carnaval de Notting Hill, organizado por la activista Claudia Jones como respuesta a los disturbios raciales de Notting Hill de 1958 y el estado de las relaciones raciales en Gran Bretaña en el tiempo. Unos meses después, el 27 de mayo de 1959, la princesa Margarita asistió a una reunión de la Sociedad Nacional para la Prevención de la Crueldad hacia los Niños en el ayuntamiento.
El edificio sirvió como sede del distrito metropolitano de St Pancras y continuó funcionando como sede del gobierno local después de la formación del distrito londinense de Camden en 1965.  Una extensión de ocho pisos diseñada por el departamento de arquitectos del municipio se construyó al este del edificio principal en 1977. Fue diseñado en un estilo arquitectónico moderno y fue revestido con paneles prefabricados blancos con esquinas de ventanas curvas. En la década de 1990 se agregó un invernadero en la azotea.
En febrero de 2020, el ayuntamiento inició un programa de obras de remodelación según los planos elaborados por Purcell. Las obras, que están siendo gestionadas por Lendlease a un costo estimado de £ 40 millones, implican la restauración de las áreas históricas utilizadas por el consejo y la remodelación del sótano y los pisos superiores para que esos pisos puedan alquilarse como espacio comercial..